# Wanda et l'Extraterrestre
 (juillet 2024).
Si vous disposez d'ouvrages ou d'articles de référence ou si vous connaissez des sites web de qualité traitant du thème abordé ici, merci de compléter l'article en donnant les références utiles à sa vérifiabilité et en les liant à la section « Notes et références ».
Wanda et l’Extraterrestre (Wanda and the alien) est une série télévisée d'animation britannique en 52 épisodes de 10 minutes créée par Will Brenton diffusée le 30 août 2014 sur Channel 5.
En France, elle est diffusée depuis 2015 sur Nickelodeon Junior.

## Synopsis
Wanda, une adorable petite lapine habitant sous un arbre avec sa famille, vit d'incroyables aventures avec son nouvel ami, un extraterrestre tout juste arrivé sur Terre.

## Distribution

### Voix originales
- Lara Wollington : Wanda
- Joanna Ruiz : Alien

### Voix françaises
- Lisa Caruso : Wanda
- Adrien Larmande : L’Extraterrestre
- Anaïs Delva : L'intreprète du générique